# Божидар Ђаја
Божидар Божо Ђаја (Дубровник, 24. мај 1850 — Хинтербрил код Беча, 3. октобар 1914) био је српски капетан дуге пловидбе, заповедник брода, књижевник и капетан Првог Краљевског српског паробродског друштва.

## Биографија
Припада старој и познатој дубровачкој породици. Отац Иво био је поморац а касније трговац док је мати Петронела (дјевојачко Гргуревић) из трговачке породице из Мокошнице.
Након завршене основне школе у Дубровнику и кратког помагања оцу у трговини укрцао се као шеснаестогодишњак на стричев брод у Трсту. Пловио је 12 година на дубровачким и пељешким трговачким једрењацима и затим полажио за поручника и капетана дуге пловидбе 1873. Потом је био заповједник дубровачког брода "Срећни" (1878—1881), изграђеног у Ријеци 1871, носивости 565 тона. На једном од послова у Француској упознао је своју будућу супругу Делфину Оже. Био је у ортаклуку у мануфактурној радњи у француској луци Авру са таштом, па је у истом мјесту касније радио као поморско-трговачки посриједник.
Усљед недостатка прихода у послу посриједника, вратио се старом послу куповином барке „Nicolo G.“. Са новим бродом на који је био натоварен угељен, пловио је ка западној Африци и затим на Антиле. Са острва Хаити узима нови товар за Енглеску. Након што се брод оштетио послије дугог путовања, Ђаја одлучује да га прода 1888. у Глазгову енглеским бродовласницима.
На наговор брата Јована, народног посланика, одустао је од селидбе у Аргентину и у Београд је дошао са женом и два сина 1889. Марта 1890. преузео команду државног пароброда „Делиград“. Убрзо је покренуо оснивање дионичарског предузећа Првог краљевског српског паробродског друштва (1892) и постао први капетан првог српског паробродског предузећа. Српски привредници и политичари убрзо схватају значај ове бранше за економију земље и креће куповина и улгање у нове параброде. Живио је у Београду до 1911.
Оженио се други пут имућном Аустријанком Аном фон Зигл и стално настанио у мјесту Хинтербрил код Беча (око 1909). Сахрањен је у Бечу.
Одликован је Таковским крстом.

### Први поморски белестриста
Бавио се књижевношћу. Објављивао је и под псеудонимом Поморац. У неколико књига белетристике писао је о животу помораца [[Бока Которска|Бокеља и Далматинаца.
Приповјетке је објављивао у новинама и часописима (Трговински гласник, 1906—1907, Срђ 1908).
У рукопису су му остали дијелови књиге Наши поморци (Вођа палубе, Капетан, Старост) као и драма Плава крв. Саставио је ријечник поморских термина и грађу поклонио САНУ.
Дјело Наши поморци сачувано је захваљујући његовој унуци, Олгиној ћерки Емири Живковић. Прве три књиге шестокњижја Наши поморци објављене су у издању Задужбине Илије М. Коларца, док су преостале три остале у рукопису.
Ђајино шестокњижја је тешко жанровски одриједити. Књиге садрже елементе романа али и аутобиографије и путописа свјетског путника.

### Опис живота Срба с мора
Године 1935. директор Поморске школе у Котору Милош Липовац, понудио је сплитском удружењу „Јадранска стража“ да штампа Ђајине Наше поморце, али понуда није прихваћена.
Игњатије Злоковић у свом раду „Један заборављени поморски белетрист“ (Годишњак Поморског музеја у Котору, XX, 1972) оцијенио је Ђајину прозу као драгоцјену и истакао потребу да се објави.
У предговору прве књиге дијела Наши поморци Ђаја пише:

Жељан да Србин с копна завири у живот Србина поморца, те да може оценити брата морепловца, реших се да опишем живот наших помораца, с којим сам добро упознат, провевши двадесет и четири године на сланој води, те се надам да ће моје потпуно познавање предмета накнадити оно што моје слабо перо не буде умело украсити.

## Приватни живот
Његов брат био је књижевник и преводилац Јован Ђаја.
Из брака са супругом Делфином имао је четворо дјеце: Ивана, Роберта (који је млад умро), Александра и Олгу.
Син Иван (1884-1957) био је физиолог, ректор Београдског универзитета, почасни доктор Сорбоне и трећи Србин члан Француске академије наука (послије Руђера Бошковића и Јована Цвијића).
Александар Ђаја био је агроном, аутор бројних дела и научни савјетник у САНУ.
Дио заоставштине Божидара Ђаје, прије свега породичне фотографије, налази се у Удружењу за културу, уметност и међународну сарадњу „Адлигат”.
Говорио је италијански, француски и енглески.

## Дјела
- На ратним бродовима
- Земун',' 1901.
- Наши поморци. 1, Мали, 1903.[4]
- Наши поморци. 2, Младић, 1904.[5]
- Наши поморци. 3, Тимуњер (Крмар), 1909.[6]
- L’eco delle onde, Belgrado, 1908.

## Галерија
- Портрет Божидара Ђаје, део Адлигатове колекције
- Делфина, Божо и Александар Ђаја
- Божо Ђаја и Ана вон Сиегел, његова друга супруга
- Божо Ђаја у Дубровнику

## Извор
- Шематизам Србије, 1890—1908.